# Cecidopsylla putealis
Cecidopsylla putealis är en insektsart som beskrevs av Taylor 1984. Cecidopsylla putealis ingår i släktet Cecidopsylla och familjen Calophyidae. Inga underarter finns listade i Catalogue of Life.